# Троельс Расмуссен
Троельс Расмуссен (дан. Troels Rasmussen, нар. 7 квітня 1961, Ебельтофт) — данський футболіст, що грав на позиції воротаря, зокрема, за клуб «Орхус», а також національну збірну Данії.

## Клубна кар'єра
У дорослому футболі дебютував 1981 року виступами за команду клубу «Вайле», в якій провів один сезон. 
1982 року перейшов до клубу «Орхус», за який відіграв дванадцять сезонів. Більшість часу, проведеного в «Орхусі», був основним голкіпером команди, 1986 року став у її складі чемпіоном Данії, згодом двічі вигравав національний кубок. Завершив професійну кар'єру футболіста виступами за команду «Орхус» у 1994 році.

## Виступи за збірну
1982 року дебютував в офіційних матчах у складі національної збірної Данії. За два роки поїхав на чемпіонат Європи 1984 до Франції, де, утім, був одним із дублерів Оле Квіста і на поле не виходив.
На чемпіонаті світу 1986 року у Мексиці розпочинав вже як основний голкіпер національної команди, проте по ходу турніру після перших двох ігор його у стартовому складі змінив Ларс Гег, який у першому ж раунді плей-оф пропустив п'ять м'ячів від збірної Іспанії, і данці, програвши цю гру з рахунком 1:5, мундіаль залишили.
Ще за два роки, на чемпіонаті Європи 1988 у ФРН, Расмуссен захищав ворота збірної у першій грі групового етапу, після чого його замінив Петер Шмейхель, який провів решту ігор данців на турнірі, згодом ставши практично безальтернативним «першим номером» збірної на наступних десять років.
Загалом протягом кар'єри у національній команді, яка тривала 10 років, Расмуссен провів у її формі 35 матчів.

## Титули і досягнення
- Чемпіон Данії (1):

«Орхус»: 1986
- Володар Кубок Данії (3):

«Орхус»: 1987, 1988, 1992